# Theresa Anyuat Bola
Theresa Anyuat Bola là một chính trị gia người Nam Sudan. Bà đã từng là Bộ trưởng Phát triển Xã hội của Western Bahr el Ghazal kể từ ngày 18 tháng 5 năm 2010 